# 제프 포카로
제프 포카로(Jeff Porcaro, 1954년 4월 1일 ~ 1992년 8월 5일)는 미국의 음악가이다. 마이크 포카로와 스티브 포카로의 형으로, 토토의 드러머로 활동하였다.
1992년 8월 5일 자택에서 제초 작업을 하다가 심근 경색으로 쓰러져 사망하였다.